# Василевский, Ипполит Фёдорович
Ипполи́т Фёдорович Василе́вский (наст. имя Ипполит-Пётр Фердинандович; 1849 или 1850 — 1920) — российский журналист и редактор, фельетонист, автор сказок «Шла три ОНЕ», «Магическая бутылка», «Модная игрушка» и др. Известность получил под псевдонимом Буква.

## Биография
Учился в Минской гимназии. В 1875 году окончил юридический факультет Петербургского университета.
Первый его рассказ был напечатан в 1867 году в «Искре». С 1872 года по 1881 год писал фельетоны в «Биржевых ведомостях» (позже переименованы в «Молву»). Сначала писал фельетоны об иностранной жизни (цикл «С миру по нитке»). Потом стал писать воскресные фельетоны.
С образованием в 1875 году «Стрекозы» начал работать редактором этого издания. В 1875—79 гг. являлся фактическим, а в 1879—1905 гг. — официальным редактором. Василевский принимал активное участие в работе журнала не только как редактор, но и в качестве сотрудника по разным отделам.
С 1883 года талантливый автор принимал активное участие в работе «Новостей», печатая в них фельетоны об иностранной жизни (под названием «За кулисами политики») и очерки провинциальной жизни («Среди обывателей»). С 1906 года стал печатать эти же очерки в «Биржевых ведомостях».
Сотрудничал в газете «Одесский листок»
Его книги («Человеческая комедия» и «Наши нравы») были выпущены отдельными изданиями как приложения к «Стрекозе». Фельетоны Василевского всегда написаны изящным языком и касаются в легкой форме серьёзных вопросов современности.
В 1918 году уехал в Германию.

## Сочинения
- Наши нравы / Рис. Н.А. Богданова, М.М. Далькевича, А.И. Лебедева, М.Е. Малышева, М. Чемоданова, В.С. Шпака, С.И. Эрбера. — Санкт-Петербург : журн. "Стрекоза" (Г. Корнфельд), 1884. — [4], 248 с. : ил.